# Taavi
Taavi ist ein männlicher Vorname. Er stammt aus Finnland, ist aber auch in Estland verbreitet.

## Herkunft und Bedeutung
Für den Namen Taavi kommen zwei Herleitungen in Frage:
- Variante von David: „Liebling“ oder „Vaterbruder“
- Kurzform von Kustaavi (Gustav): „Gothe + Mitarbeiter/Posten/Stütze“ oder „freundlich + Ehre“

## Namenstag
30. Dezember

## Namensträger
- Taavi Tamminen (1889–1967), finnischer Ringer
- Taavi Aulis Rytkönen (1929–2014), finnischer Fußballspieler und -trainer, siehe Aulis Rytkönen
- Taavi Soininvaara (* 1966), finnischer Krimi-Autor
- Taavi Rõivas (* 1979), estnischer Ministerpräsident
- Taavi Rähn (* 1981)[2], estnischer Fußballspieler